# Quintino Sella (destroyer)
Le Quintino Sella (fanion « SE ») était un destroyer italien, navire de tête de la classe Sella lancé en 1925 pour la Marine royale italienne (en italien : Regia Marina).

## Conception et description
Les destroyers de la classe Sella étaient des versions agrandies et améliorées des classes précédentes Palestro et Curtatone. Ils avaient une longueur totale de 84,9 mètres, une largeur de 8,6 mètres et un tirant d'eau de 2,7 mètres. Ils déplaçaient 970 tonnes à charge normale, et 1 480 tonnes métriques à pleine charge. Leur effectif était de 8 à 9 officiers et de 144 sous-officiers et marins s.
Les Sella étaient propulsés par deux turbines à vapeur à engrenages Parsons, chacune entraînant un arbre d'hélice et utilisant la vapeur fournie par trois chaudières Thornycroft. La puissance nominale des turbines était de 36 000 chevaux-vapeur (27 000 kW) pour une vitesse de 33 nœuds (61 km/h) en service, bien que les navires aient atteint des vitesses supérieures à 37 nœuds (69 km/h) lors de leurs essais en mer alors qu'ils étaient légèrement chargés. Ils transportaient suffisamment de fuel pour avoir une autonomie de 3 600 milles nautiques (6 700 km) à une vitesse de 14 nœuds (26 km/h).
Leur batterie principale était composée de trois canons de 120 millimètres dans une tourelle à deux canons à l'arrière de la superstructure et une tourelle à un canon à l'avant. La défense antiaérienne (AA) des navires de la classe Sella était assurée par une paire de canons AA de 40 millimètres "pom-pom" dans des supports simples au milieu du navire et une paire de mitrailleuses Breda Model 1931 de 13,2 millimètres. Ils étaient équipés de quatre tubes lance-torpilles de 533 millimètres (21 pouces) dans deux supports jumelés au milieu du navire. Les Sella pouvaient également transporter 32 mines.

## Construction et mise en service
Le Quintino Sella est construit par le chantier naval Cantieri Navali Pattison à Naples en Italie, et mis sur cale le 12 octobre 1922. Il est lancé le 25 avril 1925 et est achevé et mis en service le 25 mars 1926. Il est commissionné le même jour dans la Regia Marina.

## Nom
Le navire tire son nom de Quintino Sella, mathématicien et homme politique italien. Il est ministre des Finances sous les gouvernements de Urbano Rattazzi, Alfonso La Marmora et Giovanni Lanza.

## Histoire du service

### Années 1920 et 1930
Achevé en 1926, le Sella est la première unité d'une classe caractérisée par des innovations substantielles : ce sont les premiers navires de la Regia Marina à avoir deux groupes de turbines avec deux turbines de pression différente pour chaque groupe de moteurs et reliées aux hélices par des coupleurs et des réducteurs, à adopter le canon de 120/45 mm comme calibre principal (initialement trois pièces, puis quatre), à avoir les canons principaux en position élevée - pour les deux pièces arrière - et à être équipés de postes de tir mécaniques du type " Salvagnini ". Il s'agissait donc d'unités plutôt expérimentales, ce qui leur a valu de nombreux problèmes de stabilité, de navigabilité, d'autonomie et de solidité des superstructures.
De 1926 à 1928, il est sous le commandement du capitaine de corvette (capitano di corvetta) Aimone di Savoia-Aosta (1900-1948).
En 1928, le Sella est alors modifié avec l'installation de grandes ailes antiroulis, le chargement de beaucoup de lest et des renforcements aux superstructures. Dans les années 1935-36, l'unité est sous le commandement des capitaines de corvette Sabato Bottiglieri et Eugenio Martini.
En 1936 (sous les ordres du capitaine de corvette Anselmo Lazzarini) l'unité participe à une croisière en mer Égée.. La même année, le destroyer reçoit un nouveau type de chaudière, tandis qu'en 1939, la cheminée arrière est modifiée, abaissée de quelques mètres et dotée d'un "clou".

### Seconde Guerre mondiale
Lorsque l'Italie entre dans la Seconde Guerre mondiale, le Sella forme avec son navire-jumeau (sister ship) Crispi le IVe escadron de destroyers, basée à Rhodes.
Pendant ce conflit, étant parmi les plus anciens destroyers en service, le Crispi et le Sella sont employés dans la mer Égée, plus calme, comme escorteurs de convois et chasseurs anti-sous-marins,.

#### 1941
Au début de 1941, le Sella subit des travaux d'adaptation, en même temps que le Crispi, afin d'être employé comme unité de soutien pour les embarcations d'assaut "barchini esplosivi" (bateaux explosifs). Au milieu du navire, on a positionné des supports sur lesquels on peut placer 6 "bateaux explosifs", ainsi que de petites grues, actionnées électriquement, afin de soulever ces embarcations et de les mettre à l'eau. L'équipage est entraîné à ces manœuvres, arrivant à employer pour leur exécution seulement 30-40 secondes.
En janvier 1941, avec le Crispi, il part pour une première mission d'approche de barges explosives pour une mission contre Souda, mais il doit revenir car il est informé du départ de navires du port crétois.
En février, le navire quitte à nouveau la base, toujours en compagnie du Crispi, pour une deuxième tentative d'attaque dans la baie de Souda, mais on le fait revenir au port car le nombre et le type de navires amarrés à Souda rendent une attaque jugée peu importante.
Le 25 février, à la suite de l'occupation britannique de l'îlot de Kastellórizo, le Sella embarque à Rhodes, avec le Crispi et les torpilleurs Lupo et Lince, 240 hommes qui doivent débarquer à Kastellórizo. Le Lupo est envoyé en premier dans la nuit du 25 au 26, mais il doit revenir car la mer est trop agitée et gêne les opérations de débarquement. Les deux torpilleurs reviennent à Kastellórizo le 27 février et peuvent commencer les opérations de débarquement. Quelques heures plus tard, le Sella et le Crispi (ce dernier a également eu un bref accrochage avec le destroyer HMS Jaguar (F34)) atteignent l'îlot où ils débarquent leurs troupes. Le 28, Kastellórizo est de nouveau aux mains des Italiens.
Dans le cadre d'une nouvelle mission contre Souda, l'unité est déployée à Astypalée avec son unité jumelle. Le commandant du Sella est le capitaine de corvette (capitano di corvetta) Arturo Redaelli. Entre 16h30 et 17h30 le 25 mars 1941, les deux unités du IVe escadron quittent Astypalée en direction d'un point établi, à 6 milles nautiques (11 km) de la péninsule d'Akrotiri et à une dizaine de milles nautiques (18 km) de la baie de Souda, où ils arrivent à 23h30 de ce même jour. En quelques minutes ils mettent à la mer 6 bateaux explosifs et à 23h41 ils commencent leur navigation de retour. Les bateaux attaquent les unités britanniques à Souda avec un bon succès: le croiseur lourd HMS York (90) et le pétrolier Pericles sont à moitié coulés, même si ce résultat est payé de la capture - d'ailleurs prévue - des 6 pilotes.
Le destroyer participe aux opérations d'occupation de la Crète. Le 21 mai 1941, il quitte le Pirée avec quatre autres destroyers mais il est repéré par des bombardiers allemands Junkers Ju 87 "Stukas" de la Luftwaffe, pris pour une unité britannique et attaqué. Touché, il subit de graves dommages et des pertes parmi l'équipage.
Le 26 septembre, le Sella quitte le Pirée avec le torpilleur Libra et le croiseur auxiliaire Brioni pour escorter vers Candia les transports Città di Bastia, Città di Marsala, Trapani et Sant'Agata, mais le lendemain le convoi est attaqué par le sous-marin britannique HMS Tetrarch (N77) qui, après une première attaque à vide, à 6h36 il frappe avec une paire de torpilles le Città di Bastia, qui coule à la position géographique de 36° 21′ N, 24° 23′ E (environ dix milles nautiques (18 km) au sud de Milos),. Le reste du convoi est à nouveau attaqué le lendemain, dans le canal de Kéa, par le HMS Tetrarch, mais cette fois il n'y a pas de dégâts.
Le 7 octobre à 8h30, le Sella quitte Souda pour une mission d'escorte vers le Pirée, en compagnie du torpilleur Castelfidardo et des vapeurs Trapani et Salzburg. À 12h02 du même jour, à la position géographique de 35° 43′ N, 24° 00′ E (environ quinze milles nautiques (28 km) au nord de Souda), le sous-marin britannique HMS Talisman attaque sans succès le Salzburg et le Trapani en lançant respectivement une et deux torpilles. Le Sella réagit en bombardant l'unité ennemie, à partir de 12h09 et pendant environ une demi-heure, avec des grenades sous-marines, après quoi le convoi reprend la navigation pour atteindre le Pirée sans autre problème,,.
A 9h53 du 15 octobre le sous-marin HMS Thunderbolt attaque avec trois torpilles, à la position géographique de 37° 40′ N, 23° 51′ E, le convoi - les vapeurs allemands Burgas et Arthemis, les pétroliers Petrakis Nomikos (allemand) et Torcello (italien) - que le Sella escorte avec les torpilleurs Alcione et Sirio. Aucune des torpilles ne touche, de même que le lancement par l'escorte d'une dizaine de grenades sous-marines n'a pas réussi.
Le 25 octobre 1941, à 13h18, le sous-marin britannique HMS Triumph (N18) touche avec deux torpilles (sur trois lancées) le vapeur Monrosa, que le Sella et le torpilleur Sirio escortaient avec le vapeur Sant'Agata du Pirée à Candia, provoquant son naufrage en douze minutes à la position géographique de 37° 41′ N, 23° 53′ E (entre les îlots de Gaidaro et Phleva),. La réaction des navires italiens (qui ont été rejoints par le torpilleur Libra) endommage le sous-marin attaquant,.

#### 1942
Au cours de l'année 1942, les deux canons de 40/39 mm de l'unité sont remplacées par quatre canons de 20/65 mm Breda Modèle 35.
À 14h24 le 20 octobre, le destroyer quitte Samos pour escorter le mouilleur de mines auxiliaire Lero à Rhodes, avec son navire- jumeau Crispi, mais à 15h35 du même jour (heure britannique; 12h30 heure italienne), le sous-marin britannique HMS Thrasher lance quatre torpilles contre le Lero. Touché par deux des torpilles, le navire coule en 17 minutes à la position géographique de 36° 26′ N, 27° 54′ E (environ 6 milles nautiques (11 km) au sud-ouest de Symi), mais les destroyers d'escorte parviennent à récupérer tout l'équipage,.
Le 25 octobre 1942, à 23h28, le Sella escorte le pétrolier Arca dans les eaux de Chios, lorsqu'il est attaqué par le sous-marin britannique HMS Taku (N38) qui lance quatre torpilles et le toucha. Le destroyer répond en lançant onze grenades sous-marines. Irrémédiablement endommagée, le Arca coule le lendemain matin, à la position géographique de 38° 48′ N, 25° 46′ E.
La même année, le destroyer retourne dans les eaux italiennes et est utilisé à des fins d'entraînement dans l'Adriatique.

#### 1943: naufrage
La proclamation de l'armistice (Armistice de Cassibile) surprend le Sella à Venise. Le navire est amarré à l'embarcadère de Giardini et subit quelques travaux sur les moteurs qui, vieux et usés, ne fonctionnent pas correctement, mais le commandant - le capitaine de corvette (capitano di corvetta) Corrado Cini - exécute l'ordre de partir pour se rendre aux Alliés, en se dirigeant vers Tarente,. Le navire quitte ses amarres à 15h30 le 11 septembre 1943, mais avant de partir, il prend également à son bord environ 300 réfugiés civils, fuyant l'occupation allemande. À quatre heures de l'après-midi, le Sella prend la route sûre et augmente sa vitesse.
A 16h30, le destroyer est saisi par une panne de la chaudière no 2 qui oblige à éteindre la chaudière et donc à réduire la vitesse à seulement 14 nœuds (26 km). Un quart d'heure plus tard, le navire aperçoit d'abord un navire à moteur chargé de soldats et de civils et ensuite le vieux vapeur italien Pontinia, apparemment inoffensif,,. En réalité, le Pontinia a été capturé par les deux torpilleurs (Schnellboote) allemands S 54 et S 55 de la Kriegsmarine, partis de Brindisi, également affligés de problèmes de moteur,. Afin de pouvoir attaquer le destroyer sans prendre de risque, les deux unités allemandes se cachent derrière le flanc du Pontinia, tandis que le Sella, ignorant tout, passe à faible vitesse à seulement 400 mètres du navire marchand,. À 17h45, le S 54 sort de derrière le Pontinia et lance deux torpilles contre le Sella. A bord du destroyer, on a juste le temps d'ouvrir le feu avec toutes les mitrailleuses à bâbord et de tenter une contre-manœuvre (infructueuse car le gouvernail ne fonctionne pas, bloqué par la panne de la chaudière), puis, une demi-minute après le lancement, les deux torpilles frappent le navire respectivement au niveau du pont et de la chaufferie no 1 qui explose,. Le Sella se brise en deux: la proue coule presque immédiatement, la poupe, poussée par la flottabilité, continue sur environ deux cents mètres, après quoi il chavire sur le côté bâbord et coule,, à environ trente milles nautiques (56 km) au sud de Venise.
Le commandant Cini, gravement blessé (il a dû plus tard être amputé d'une jambe), et une partie des survivants sont secourus par le Pontinia, le navire à moteur Leopardi (également capturé par les Allemands) et les torpilleurs allemands, d'autres sont secourus plus tard par des bateaux de pêche italiens. Au total, 27 membres de l'équipage du navire et entre 170 et plus de 200 civils périssent dans cette attaque,.
Le Sella avait effectué un total de 116 missions d'escorte, plus d'autres dans la recherche de navires ennemis,.

### Épave
En 1956, une première tentative infructueuse est faite pour sauver le navire,. À cette occasion, le pont est démoli pour récupérer le métal.
L'épave du Sella a été retrouvée en 1972, en bon état, et est partiellement démantelée pour récupérer les métaux précieux. Le dépôt de munitions arrière a été bombardé deux fois.
Les deux sections du Sella se trouvent à une profondeur de 25 mètres, à une trentaine de milles nautiques (56 km) au sud de Venise et à une dizaine de milles nautiques (18 km) de l'embouchure du Lido,. La proue, située à bâbord, est relativement intacte et reconnaissable, tandis que la poupe centrale, située à une centaine de mètres vers le large, est gravement endommagée, même si de nombreux éléments du navire (chaudières, canons, canonnières, tubes lance-torpilles) sont encore reconnaissables.